# 平木国夫
平木 国夫（ひらき くにお、1924年8月6日 - 2012年4月5日）は、飛行機、民間航空史に関する作品を専門とする日本のノンフィクション作家。
石川県七尾市生まれ。徳田小学校卒業。千葉工業大学予科修了。大日本飛行協会横浜飛行訓練所で水上機の操縦訓練を受け、学生長・学生助教のとき学鷲血盟特攻隊に編入されたが、敗戦。民間航空再開後、事業用操縦士の免許取得、伊藤忠航空輸送（伊藤忠商事の航空事業子会社）運航課長、日本航空機輸送運航部長、運輸省航空大学校講師。『人間像』同人、航空ジャーナリスト協会副会長。2012年、慢性腎不全のため87歳で死去。

## 著書
- 暁の空にはばたく いのちを賭けたヒコーキ野郎たち 読売新聞社 1970
- 空気の階段を登れ 朝日新聞社 1971
- さい果ての空に生きる 酣燈社 1977.11 Sky books
- 鳥人たちの夜明け 朝日新聞社 1978.5
- くれないの翼 泰流社 1979.4
- 青空と修道院 創林社 1979.5
- つばさの人 泰流社 1979.10
- 日本ヒコーキ物語 北海道篇 冬樹社 1980.2
- 日本ヒコーキ物語 北陸信越篇 冬樹社 1980.8
- 日本飛行機物語 首都圏篇 冬樹社 1982.6
- 空駆けた人たち 静岡県民間航空史 静岡産業能率研究所 1983.3
- 羽田空港の歴史 1983.7 朝日選書
- イカロスは翔んだ 日本航空界の先駆者たち 国際情報社 1983.9
- 南国イカロス記 かごしま民間航空史 酣灯社 1987.2
- 伊勢志摩のイカロスたち みえ民間航空史 酣灯社 1988.4
- 清水伴三郎 三月書房 1989.3
- バロン滋野の生涯 日仏のはざまを駆けた飛行家 文芸春秋 1990.1
- 飛行家をめざした女性たち 新人物往来社 1992.11
- イカロスたちの夜明け 民間飛行家第1号たちの生涯 グリーンアロー出版社 1996.3
- 黎明期のイカロス群像 民間航空を飛躍させた草創期の飛行家たち グリーンアロー出版社 1996.9
- 日本のエアライン事始 交通研究協会 1997.8 交通ブックス
- 小説家内田百閒と航空学生たち 酣燈社 1999.5
- すばらしき飛行機時代 20世紀ヒコーキ・グラフィティ アトラス出版 2000.9 アトラスムック
- 空気の階段を登れ 黎明期にはばたいた民間飛行家たち 三樹書房 2006.5
- イカロス群像 神奈川民間航空事始 酣燈社 2008.10

## 参考
- 紀伊国屋書店Bookweb